# Karsch Lollion
Karsch Lollion (Gnézda, Szepes vármegye, 1845. március 12. – Nagyvárad, 1913. február 13.) kanonok, teológiai doktor és plébános.

## Élete
Gimnáziumi tanulmányait Nagyváradon, az egyetemet Pesten végezte; 1869. augusztus 28-án pappá szentelték föl a nagyváradi egyházmegyében; káplán volt rövid ideig Bélben (Bihar megye), 1870-ben tanulmányi felügyelő Nagyváradon; 1872-től a bibliamagyarázat tanára az ottani líceumban, 1880-tól a jog- és államtudományi akadémia hitszónoka, 1883-tól szentszéki bíró, államtudományi vizsgáló bizottság tagja, szegények szentszéki ügyvédje, a Szent István Társulat irodalmi osztályának tagja, a Szigligeti Társaság rendes tagja, sat. 1892-től volt plébános Derecskén (Bihar megye).
Cikkeket írt a Magyar Államba, a Religióba, a borromaeusba, az egri Irodalmi Szemlébe, a Hittudományi Folyóiratba, a Nagyváradba, a Biharmegyei természettudományi Szemlébe és a Reménybe (1886. I. 1686-1886.)

## Munkái
1. Hit, remény és szeretet. Nagyvárad, 1873, (Nagybőjti beszédkör.)
2. Materialismus, rationalismus és kereszténység, a m. k. t. egyetem hittudományi kara által jutalommal kitüntetett pályamunka. Uo. 1875. (2. kiadás, 1883. Két kötet, 3. k. 1886. Három kötet.)
3. Evangeliumi szakaszok magyarázása Uo. 1876. (2. kiadás 1883. Uo. Két kötet.)
4. Ünnepi és alkalmi szent beszédek. Első gyűjtemény. Uo. 1881. (2. kiadás 1882. 3. kiadás 1886. Uo.)
5. A tízparancsolat és századunk. Uo. 1882. Két kötet. (a m. kir. t. egyetem hittudományi kara által a Horváth-féle jutalommal kitüntetett munka. Ism. Új Magyar Sion 1883. 544. 1. 2. kiadás Uo. 1885.)
6. Szent beszéd, melyet Zimmermann Károly ötvenéves áldozári működésének ünnepélyes jubileuma alkalmával a várad-olaszii plébániai templomban 1881. jún. 5. tartott. Uo. 1881.
7. Fensőbb homiliák az év minden vasárnapjára. Uo. 1884.
8. Ünnepi és alkalmi beszédek. Második gyűjtemény. Uo. 1886.
9. A szentírástan kézikönyve. Iskolai és magánhasználatra. Uo. 1891-92. Három kötet. (I. szentírási apologetika, II. Szentírási szövegkritika és régiségtan, III. Kath. szentírási hermeneutika. Ism. M. Sion, 1891-92. Kath. Szemle 1891-1892.)
10. Ünnepi és alkalmi szentbeszédek. Harmadik gyűjtemény. Uo. 1897. (Ism. M. Állam 127. sz.)
11. A tékozló fiú. Nagybőjti beszéd. Eger, 1895.